# Ecsetfülű mókus
Az ecsetfülű mókus (Sciurus aberti) az emlősök (Mammalia) osztályának a rágcsálók (Rodentia) rendjébe, ezen belül a mókusfélék (Sciuridae) családjába tartozó faj.

## Előfordulása
Mexikó és az Amerikai Egyesült Államok tűlevelű erdeiben honos.

## Alfajai
- Sciurus aberti aberti Woodhouse, 1852
- Sciurus aberti barberi J. A. Allen, 1904
- Sciurus aberti chuscensis Goldman, 1931
- Sciurus aberti durangi Thomas, 1893
- Sciurus aberti ferreus True, 1900
- Sciurus aberti kaibabensis Merriam, 1904

## Megjelenése
Testhossza 46–58 centiméter, farka 19–25 centiméter. Leglátványosabb a fülükön levő bojt, amely 2–3 centiméter. Testük általában szürke, hasuk fehér.
|  |  |  |

## Életmódja
Szigorúan nappali. Nem tárolja az élelmiszert. Táplálékának nagy részét az amerikai sárgafenyő (Pinus ponderosa) részei teszik ki.

## Szaporodása
Fészkét fenyőfára készíti ágakból.